# Limnologie
Die Limnologie (altgriechisch λίμνη limne, deutsch ‚See‘ und -logie) ist die Wissenschaft von den Binnengewässern als Ökosystemen, deren Stoff- und Energiehaushalt und biologisch-ökologische Struktur und Funktion sie erforscht und deren abiotische und biotische Prozesse sie zu quantifizieren sucht. Binnengewässer umfassen stehende Gewässer wie Weiher, Teiche und Seen ohne Verbindung zu Ozeanen, dazu Fließgewässer und Grundwasserkörper. Außer Süßwasser-Ökosystemen gehören auch Salzwasser-Binnengewässersysteme (z. B. das Tote Meer) zum Gegenstand der Limnologie.

## Die Stellung der Limnologie im Bereich der Naturwissenschaften
Die Limnologie ist traditionell ein Teilgebiet zur Ökologie, neben der Ozeanologie, die sich mit marinen Ökosystemen, und der Epeirologie, die sich mit terrestrischen Lebensräumen befasst (der Begriff Epeirologie ist allerdings sehr ungebräuchlich). Die Abgrenzung zwischen der Limnologie und der Ozeanographie ist nicht eindeutig, da die Flussmündungsbereiche sowohl Bestandteil der limnischen Gewässer als auch der maritimen Systeme sind. Die Limnologie wird manchmal auch als Teilgebiet der Hydrologie betrachtet und gehört damit auch zu den Geowissenschaften (Schwoerbel, 1993):
| Grund-Naturwissenschaften |        |
| Chemie                    | Physik |

| Biosphäre |
| Biologie  |

| Hydrosphäre                     | Atmosphäre   | Lithosphäre          | Extraterr. Sphäre | Synthese             |
| \| Hydrologie \| Ozeanologie \| | Meteorologie | Geologie / Geophysik | Astronomie        | Physische Geographie |
| Hydrologie                      | Ozeanologie  |                      |                   |                      |

| Hydrologie | Ozeanologie |

| Technologie |

| Limnologie |

Die Limnologie wurde historisch in zwei Richtungen unterteilt, in die
1. theoretische Limnologie und die
2. angewandte Limnologie.

Als solche wurden sie im Namen der „Internationalen Vereinigung für theoretische und angewandte Limnologie“ (IVL/SIL; heute International Society of Limnology) durch deren Gründer Einar Naumann (1891–1934) und August Thienemann verankert. Beide Richtungen sind aber eng miteinander verzahnt, so dass eine eindeutige Trennung beider Richtungen nicht immer möglich ist. Allgemein lässt sich die Aufgabe der theoretischen Limnologie als jene beschreiben, welche die Systemeigenschaften der Gewässer erforscht und darstellt. Diese ist wiederum auch die Grundlage jeder angewandten Limnologie. Die theoretische Limnologie wird in Allgemeine und Spezielle Limnologie untergliedert. Die Allgemeine Limnologie beschäftigt sich mit der Gewässer-Ökologie. Es sind dies
- die ökologisch relevanten Eigenschaften des Wassers,
- die physiologische Ökologie der Süßwasserorganismen,
- die limnische Populationsökologie,
- die Grundlagen des Stoffhaushaltes und der Produktionsbiologie,
- der Stoffabbau und Stoffkreisläufe der Binnengewässer,
- die Charakterisierung der Belastungszustände und
- die Trophie und Saprobie (Schönborn, 2003).

Die Spezielle Limnologie erforscht die limnischen Lebensräume mit Hilfe der Erkenntnisse der Allgemeinen Limnologie. Hierzu gehören:
- Grundwasser
- Quellen
- Fließgewässer
- Stillgewässer

Ein Teil-Untersuchungsbereich der Limnologie erfasst speziell die Mikroben – aquatische Pilze, heterotrophe Flagellaten, Ciliaten, Bakterio- und Virioplankton – der Gewässer, insbesondere der Binnengewässer, und heißt Limnomikrobiologie.
Zu den wichtigsten Themen der angewandten Limnologie zählen Abwasserreinigung, Wasseraufbereitung, Gewässerverunreinigung, Gewässerschutz und Gewässerpflege. Weitere Anwendungsbereiche der Limnologie sind die Fischereibiologie und die Regulierung der organischen Produktion in natürlichen und künstlich angelegten Gewässern.

## Zur Entstehungsgeschichte
Nach Hans-Joachim Elster (1974) und Steleanu (1989) reicht die Geschichte der Limnologie etwa 100 Jahre zurück. Obwohl schon im 17. und im 18. Jahrhundert zahlreiche Untersuchungen über Wasserorganismen durchgeführt worden sind, fehlte die Beziehung zum Gewässer vollständig. Aus diesem hydrobiologischen Vorfeld entwickelte sich die Limnologie nur zögerlich. Den entscheidenden Schritt von der Hydrobiologie zur Limnologie tat der Schweizer Mediziner und Wissenschaftler François-Alphonse Forel in Lausanne. Forel untersuchte den Genfersee nicht nur biologisch, sondern auch physikalisch und chemisch. Er äußerte auch als erster Gedanken über Seentypen.
Sein Arbeitsgebiet nannte er Limnologie. Seine Untersuchungen erschienen als dreibändiges Werk Le Léman. Monographie limnologique zwischen 1892 und 1904. Im Jahr 1901 wurde sein Handbuch der Seenkunde. Allgemeine Limnologie herausgegeben.
Als einer der Mitbegründer der Limnologie gilt der Amerikaner Stephen Alfred Forbes, welcher 1887 eine Arbeit mit dem Titel The lake as a microcosm veröffentlichte. In dieser Arbeit sind schon Stoffkreisläufe und biologische Begründungen beschrieben.
Neben den offiziellen Begründern gibt es noch einen unbekannten Vorbegründer: Friedrich Junge, ein Dorfschullehrer aus Kiel, veröffentlichte 1885 eine Schrift mit dem Titel Der Dorfteich als Lebensgemeinschaft.
Angeregt durch Forels Arbeiten etablierte sich die Limnologie rasch und führte zur Bildung der ersten limnologischen Stationen. Zu den wichtigsten limnologischen Stationen zählten:
- die erste Station in Plön, bereits 1891 gegründet, aus der nach 115 Jahren das Max-Planck-Institut für Evolutionsbiologie hervorging
- Station am Lake Mendota in Wisconsin
- Station am Lunzer See in Lunz am See

1911 publizierten Edward Asahel Birge und Chancey Juday ihre Ergebnisse, die sie an nordamerikanischen Seen gewonnen hatten. Anhand ihrer Untersuchungen zur Sauerstoffverteilung in der Tiefe der Seen konnten sie zwei Seentypen ausmachen:
1. Seen, deren Tiefenwasser stets sauerstoffreich sind
2. Seen, deren Tiefenwasser stets sauerstoffarm sind

In Deutschland war es August Thienemann, dem aufgefallen war, dass sich die Seen in den verschiedenen Regionen Deutschlands in der Fischfauna, der Zusammensetzung des Planktons und der Tiefenfauna unterschieden. 1915 fand er ebenfalls wie Birge und Juday heraus, dass die Unterschiede vor allem aus dem ökologisch wirksamsten Faktor Sauerstoffgehalt des Tiefenwassers resultierten.
In Schweden untersuchte Einar Naumann 1918 den pflanzlichen Anteil des Planktongehaltes (Phytoplankton) des Oberflächenwassers der Seen. Naumann folgerte aus seinen Beobachtungen, dass planktonreiche Seen viele Pflanzennährstoffe haben müssen, die phytoplanktonarmen dagegen wenige. Demnach gibt es nährstoffarme und nährstoffreiche Seen. Einen nährstoffarmen See bezeichnete er als oligotroph und einen nährstoffreichen See als eutroph.
Als weitere Klassiker gelten Franz Ruttner (Station Lunz) und Wilhelm Halbfaß. Schwerpunkt der Untersuchungen Ruttners waren das Leitvermögen des Wassers der Seen, die Kohlenstoffassimilation der Wasserpflanzen, der Kohlensäurekreislauf sowie die Beschaffenheit tropischer Seen. Sein Hauptwerk Grundriss der Limnologie (1940) gilt heute noch als Standardwerk. Halbfass beschäftigte sich mit den geographischen, morphologischen und hydrographischen Eigenschaften sowie den chemischen Inhaltsstoffen der Seen (Müller-Navarra, 2005). Halbfass veröffentlichte sein Hauptwerk Grundzüge der vergleichende Seenkunde 1923 (Schönborn, 2003).
Neben der Seen-Limnologie entwickelte sich eine Fließgewässerforschung, die besonders durch den Schweizer Friedrich Zschokke, Paul Steinmann, Robert Lauterborn und August Thienemann gefördert wurde. Im Fokus standen die Fragen nach der Existenz eines Flussplanktons, die Suche nach Glazialrelikten in der Flora und Fauna der Gebirgsbäche und die Verschmutzung von Fließgewässern. Fließgewässer wurden seit langem als Vorfluter für Abwässer verwendet. Aufgrund zunehmender Verschmutzung wurde die Fließgewässerforschung intensiviert. Um 1900 entwickelten Richard Kolkwitz und Maximilian Marsson das Saprobiensystem, um abwasserbelastete Fließgewässer zu beurteilen. Zu Beginn der zweiten Hälfte des 20. Jahrhunderts entwickelte sich aus der Fließgewässerbiologie die Abwasserbiologie. Hans Liebmann revidierte das Saprobiensystem 1951 und 1962.

## Wichtige Fachgesellschaften
Wichtige internationale Fachgesellschaften der Limnologie sind die 1922 in Europa gegründete International Society of Limnology sowie die 1947 in Nordamerika gegründete American Society of Limnology and Oceanography. Speziell im deutschsprachigen Raum aktiv und auch stark praxisorientiert ist die 1984 gegründete Deutsche Gesellschaft für Limnologie.

## Zeittafel
- 1519 Schultheiss: Frühste europäische Aufzeichnung über die Beobachtung einer Seiche in Konstanz am Bodensee.
- 1820 Sir John Leslie beschreibt den Zusammenhang zwischen Wind, Wärme und Dichte, welche für die thermische Schichtung in Seen verantwortlich sind.
- 1850 Louis Agassiz untersucht die Physik, die Vegetation und die Fauna am Oberen See (Lake Superior).
- 1865 Angelo Secchi erfindet die sogenannte Secchischeibe.
- 1885 Friedrich Junge (Kiel) veröffentlicht eine Schrift mit dem Titel Der Dorfteich als Lebensgemeinschaft
- 1887 Stephen Alfred Forbes (Illinois) veröffentlicht einen Artikel mit dem Titel The lake as a microcosm.
- 1888 Anton Fritsch errichtet die erste biologische Süßwasserstation in Böhmen.
- 1901 François-Alphonse Forel publiziert sein Handbuch der Limnologie mit dem Titel Handbuch der Seenkunde. Allgemeine Limnologie. Der Begriff Limnologie tritt hier zum ersten Mal auf.
- 1902 Richard Kolkwitz & Maximilian Marsson veröffentlichen erstmals über das Saprobiensystem.
- 1904 François-Alphonse Forel: Fertigstellung seines dreibändigen Werks über den Genfersee mit dem Titel Le Lac Leman: Monographie Limnologique.
- 1903 E. R. Watson: Erste Beobachtungen von internen Seiches am Loch Ness.
- 1911 Edward Asahel Birge & Chancey Juday veröffentlichen ihre Ergebnisse, die sie an amerikanischen Seen gewonnen haben.
- 1918 Einar Naumann (Schweden) klassifiziert Seen anhand ihres Pflanzennährstoffangebotes. Er führt die Begriffe oligotroph und eutroph in die Limnologie ein.
- 1920 August Thienemann (Deutschland) vereint sein System mit dem von Naumann. Geburtsstunde des klassischen Seentypensystems.
- 1922 Internationale Vereinigung für theoretische und angewandte Limnologie (IVL/SIL) (Kiel): Die Fließgewässer werden der Limnologie zugeordnet.
- 1923 Wilhelm Halbfass (Jena) publiziert sein Hauptwerk Grundzüge der vergleichenden Seenkunde
- 1942 Raymond Laurel Lindeman verfasst The trophic-dynamic aspect of ecology (1944 posthum durch George Evelyn Hutchinson publiziert). Dort werden die Rolle des Energie- und Stoffflusses innerhalb eines Ökosystems und davon abhängige Fließgleichgewichte beschrieben.
- 1951 Hans Liebmann revidiert das Saprobiensystem.
- 1962 Hans Liebmann: Zweite Revision des Saprobiensystems.
- 1970 Bruce L. Kimmel u. a. führen den Stausee in die Limnologie ein.
- 1985 Gene Likens publiziert seine Untersuchungen zu aquatischen Ökosystemen, basierend auf Forschungen am Mirror Lake. Befürworter des Einzugsgebiets-Konzept.

## Limnologische Zeitschriften und Periodika
- M. Boersma, W. Lampert (Hrsg.): Fundamental and Applied Limnology. Schweizerbart, Stuttgart. ISSN 1863-9135. Diese Zeitschrift erschien von 1906 bis 31. Dezember 2006 im gleichen Verlag unter dem Titel Archiv für Hydrobiologie (verschiedene Hrsg.).
- R. Cereghino (Hrsg.): Annales de Limnologie – International Journal of Limnology. Masson & Cie, Paris. ISSN 0003-4088
- Everett J. Fee (Hrsg.): Limnology and Oceanography. In: Journal der American Soc. of Limnology and Oceanography. Allen Press, Lawrence Kansas. ISSN 0024-3590
- Klement Tockner (Hrsg.): Aquatic sciences. Birkhäuser-Verlag, Basel. ISSN 1015-1621
- Bundesanstalt für Gewässerkunde (Hrsg.): Deutsche Gewässerkundliche Mitteilungen. Eigenverlag, Koblenz.
- Bundesforschungsanstalt für Fischerei (Hrsg.): Archiv für Fischereiwissenschaft, Hamburg. Gustav Fischer Verlag, Stuttgart.
- C. den Hartob, J. M. A Brown (Hrsg.): Aqutic botany. Elsevier Science Publ., Amsterdam.
- M. Hupfer (Hrsg.): Limnologica. Elsevier Science Publ. Amsterdam. ISSN 0075-9511
- William M. Lewis, jr. (Hrsg.): Limnology and Oceanography Allen Press, Lawrence, Kansas.
- K. Pasternak (Hrsg.): Acta Hydrobiologica. Państwowe Wydawnictwo Naukowe Verlag, Warszawa-Kraków.
- J. Poly (Hrsg.): Annales d'Hydrogéologie. I.N.R.A., Versailles.
- C. R. Townsend, A. G. Hildrew: Freshwater Biology. Blackwell Scientific Publications, Oxford.
- B. A. Wajnschtejn (Hrsg.): Biologija Wnutrennich Wod. Informazionnyj Bjulleten. Isdatelstwo <<Nauka>>, Leningrad.
- Ed. J. Watson: Canadian Journal of Fisheries and Aquatic Science. Office of the editor, Ottawa.